# Эскадренные миноносцы типа «Харукадзэ»
Тип «Харукадзэ» (яп. はるかぜ型護衛艦), также известные как тип «A» — серия японских эскадренных миноносцев 1950-х годов. Первый тип эсминцев, построенный в Японии после окончания Второй мировой войны, «Харукадзэ» предназначались для вооружения вновь созданных Морских сил самообороны Японии и отличались консервативной конструкцией, ориентированной на противолодочную оборону. В 1954—1956 годах были построены два корабля этого типа, которые, для опытных целей, были выполнены с различными типами энергетической установки. Все вооружение и электроника для кораблей были поставлены США. В середине 1970-х годов с обоих кораблей была снята часть вооружения, вместо которой был установлен пассивный буксируемый гидролокатор. С 1981 года оба устаревших корабля были переведены в разряд учебно-тренировочных судов, а в 1985 году списаны из состава флота, однако «Харукадзэ» всё ещё используется в морской академии сил самообороны в качестве неподвижного учебного судна.

## Представители
| Название                                  | Номер | Судоверфь                  | Закладка        | Спуск на воду    | Вступление в строй | Судьба                                                    |
| ----------------------------------------- | ----- | -------------------------- | --------------- | ---------------- | ------------------ | --------------------------------------------------------- |
| Харукадзэ (яп. はるかぜ «Весенний ветер») | DD101 | Мицубиси — Зосэн, Нагасаки | 15 декабря 1954 | 20 сентября 1955 | 26 апреля 1956     | учебно-тренировочное судно с 27 марта 1981, списан в 1985 |
| Юкикадзэ (яп. ゆきかぜ «Вьюга»)           | DD102 | Син Мицубиси, Кобэ         | 17 октября 1954 | 20 августа 1955  | 31 июля 1956       | учебно-тренировочное судно с 27 марта 1981, списан в 1985 |